# Harry Aikines-Aryeetey
Harry Aikines-Aryeetey (* 29. August 1988 in Carshalton, London) ist ein britischer Leichtathlet, der sich auf den Sprint spezialisiert hat.

## Sportliche Laufbahn
In London geboren als Sohn ghanaischer Eltern besuchte Aikines-Aryeetey bis 2006 die High School im Londoner Stadtteil Sutton. Bei den Jugendweltmeisterschaften 2005 in Marrakesch siegte er über 100 und über 200 Meter. Im Jahr darauf gewann er bei den Juniorenweltmeisterschaften 2006 in Peking Gold im 100-Meter-Lauf und Bronze mit der 4-mal-100-Meter-Staffel. 2007 fiel Aikines-Aryeetey wegen verschiedener Verletzungen nahezu die ganze Saison aus. 2008 kehrte er auf die Laufbahn zurück und verbesserte seine persönliche Bestzeit in der Halle auf 6,59 s über 60 Meter und später auch im Freien auf 10,10 s. 2009 gehörte Harry Aikines-Aryeetey zum britischen Kader bei den Weltmeisterschaften 2009 in Berlin. Die britische 4-mal-100-Meter-Staffel in der Besetzung Simeon Williamson, Tyrone Edgar, Marlon Devonish und Harry Aikines-Aryeetey gewann in 38,02 s die Bronzemedaille hinter den Staffeln aus Jamaika und aus Trinidad und Tobago. Zuvor gewann er bei den U23-Europameisterschaften in Kaunas in 10,15 s die Goldmedaille über 100 Meter.
2010 verbesserte Aikines-Aryeetey seine Hallenbestzeit über 60 Meter auf 6,55 s, bei den Hallenweltmeisterschaften in Doha schied er jedoch verletzt aus. Bei den Weltmeisterschaften 2011 in Daegu erreichte er mit der Staffel den Endlauf, beendete aber ihr Renne nicht. Über 100 Meter schied er mit 10,23 s im Halbfinale aus. Bei der Team-Europameisterschaft im selben Jahr wurden die Briten Erste. Im Jahr darauf wurde Aikines-Aryeetey bei den Europameisterschaften in Helsinki Vierter im 100-Meter-Lauf in 10,31 s.
2013 nahm er an den Halleneuropameisterschaften in Stockholm teil und belegte dort in 6,63 s den siebten Platz über 60 Meter. Über 100 Meter qualifizierte er sich für die Weltmeisterschaften in London und schied dort mit 10,34 s im Halbfinale aus. Mit der britischen 4-mal-100-Meter-Staffel gelangte er bis in das Finale, wurde dort aber disqualifiziert. Anfang 2014 gewann er mit der Staffel die Bronzemedaille bei den World Relays auf den Bahamas. Zudem nahm er das erste Mal an den Commonwealth Games in Glasgow teil, belegte über 100 Meter den vierten Rang und gewann mit der englischen Staffel die Silbermedaille hinter Jamaika. Anschließend nahm er an den Europameisterschaften in Zürich teil, gewann dort die Bronzemedaille über 100 Meter in 10,22 s sowie die Goldmedaille mit der britischen Stafette.
2015 nahm Aikines-Aryeetey mit der Staffel an den Weltmeisterschaften in Peking teil und gelangte bis in das Finale, das die Staffel aber nicht beenden konnte. 2016 erfolgte sein Debüt bei den Olympischen Spielen in Rio de Janeiro, bei denen er im Finale in 37,98 s den fünften Platz belegte. Zwei Jahre später nahm er erneut an den Commonwealth Games im australischen Gold Coast teil und schied dort mit 10,26 s im Halbfinale über 100 Meter aus. Zudem gewann er mit der englischen Staffel in 38,13 s die Goldmedaille vor Südafrika und Jamaika. Im August nahm er mit der Staffel an den Europameisterschaften in Berlin teil und siegte dort in 37,80 s zum zweiten Mal nach 2014. Bei den IAAF World Relays 2019 in Yokohama wurde er in 38,15 s Dritter hinter den Teams aus Brasilien und den Vereinigten Staaten. 2021 gelangte er bei den Halleneuropameisterschaften in Toruń bis ins Halbfinale über 60 Meter und schied dort mit 6,67 s aus.
2020 wurde Aikines-Aryeetey britischer Meister im 100-Meter-Lauf.

## Persönliche Bestzeiten
- 100 Meter: 10,08 s (+1,9 m/s), 19. Juli 2013 in Birmingham
  - 60 Meter (Halle): 6,55 s, 13. Februar 2010 in Sheffield
- 200 Meter: 20,46 s (+0,8 m/s), 3. Juli 2011 in La Chaux-de-Fonds